# Huntington (Herefordshire)
Pour les articles homonymes, voir Huntington.
Huntington est une paroisse civile et un village du Herefordshire, en Angleterre.